# Sergiu Niță
Sergiu Niță (n. 1883, Peresecina, județul Orhei – d. 3 martie 1940, București) a fost un om politic român, care a îndeplinit funcția de ministru.

## Biografie
Sergiu Niță s-a născut în anul 1883 în satul Рeresecina (județul Orhei). Studiile secundare le-a făcut la Chișinău, iar cele universitare la Iași. A activat ca avocat, președinte la Curtea Administrativă din Chișinău.

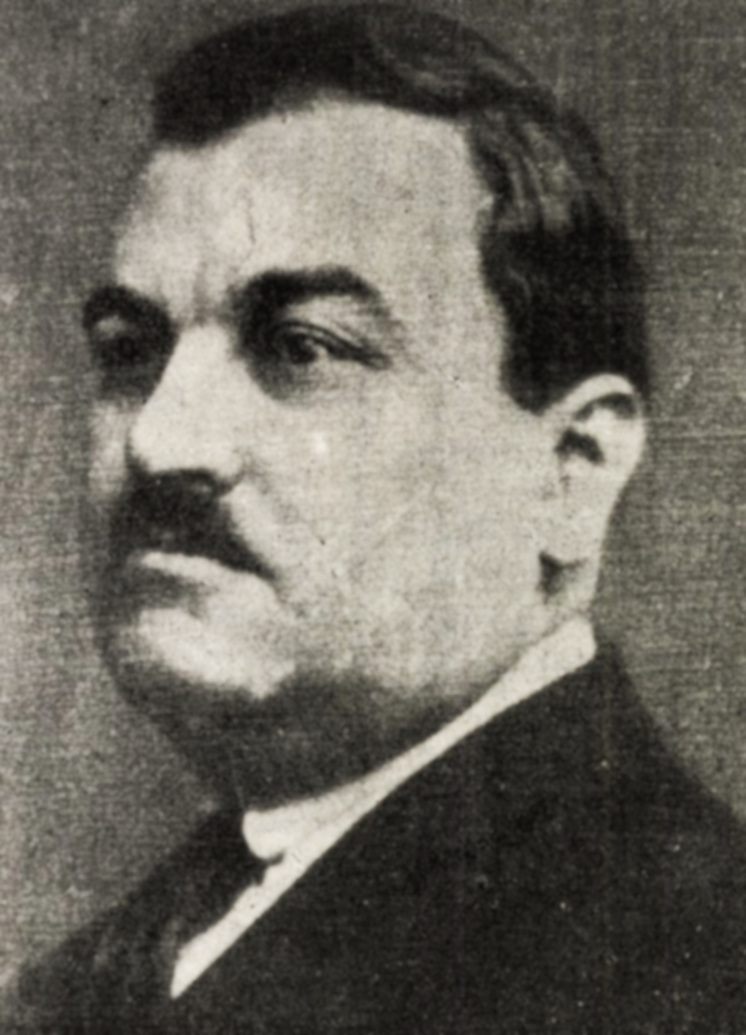
Sergiu Niță în 1926

A încetat din viață la data de 3 martie 1940 în orașul București, fiind înmormântat la Chișinău.